# Calli Cox
Calli Cox (Robinson, Illinois, 1977. február 26. –) amerikai pornószínésznő.
Calli Cox a Silver Bullet Bar topless bárban táncolt Champaign városban, Illinois államban. Mielőtt belekezdett volna a szexiparba angolt oktatott és nyolc osztályosoknak olvasást Effinghamben, Illinoisban. A főiskolában diák-egyesületben szerepelt.

## Válogatott filmográfia
| - 2006 Lexington: Hard as Steele - 2005 Suck It Dry - 2004 High Class Ass - 2004 Hard and Deep - 2004 Bisexual Dreamgirls | - 2003 Malibu Blue - 2003 Talk Dirty to Me 15 - 2003 College Invasion #1 - 2003 Javinah Monologues - 2003 Wherehouse Pussy: The Fall of Sanchez |